# Burn the Witch (låt av Radiohead)
"Burn the Witch" är en låt av det brittiska alternativa rockbandet Radiohead, utgiven 2016 på albumet A Moon Shaped Pool. Låten släpptes som singel den 3 maj 2016.

## Låtlista

### Digital nedladdning
| Nr | Titel          | Längd |
| -- | -------------- | ----- |
| 1. | Burn the Witch | 3:40  |

### 7"
- XL — 407917

| 1. | Burn the Witch | 3:40 |

| 1. | Spectre | 3:19 |